# Lucy Boynton
Lucy Boynton, née le 17 janvier 1994 à New York, (État de New York, États-Unis), est une actrice britannico-américaine.
Elle est principalement connue pour les rôles de Raphina dans Sing Street et Mary Austin dans le biopic Bohemian Rhapsody,.

## Biographie

### Jeunesse & formation
Lucy Diana Boynton est née le 17 janvier 1994 à New York, aux États-Unis. Ses parents, Graham Boynton et sa mère Adriaane Pielou, sont écrivains pour les guides de voyage. Elle déménage à l'âge de cinq ans, quand ses parents décident de revenir en Angleterre. Elle a une sœur aînée, Emma Louise Boynton. Elle fait ses études secondaires à la James Allen's Girls' School.

## Carrière

### Débuts (2006-2015)

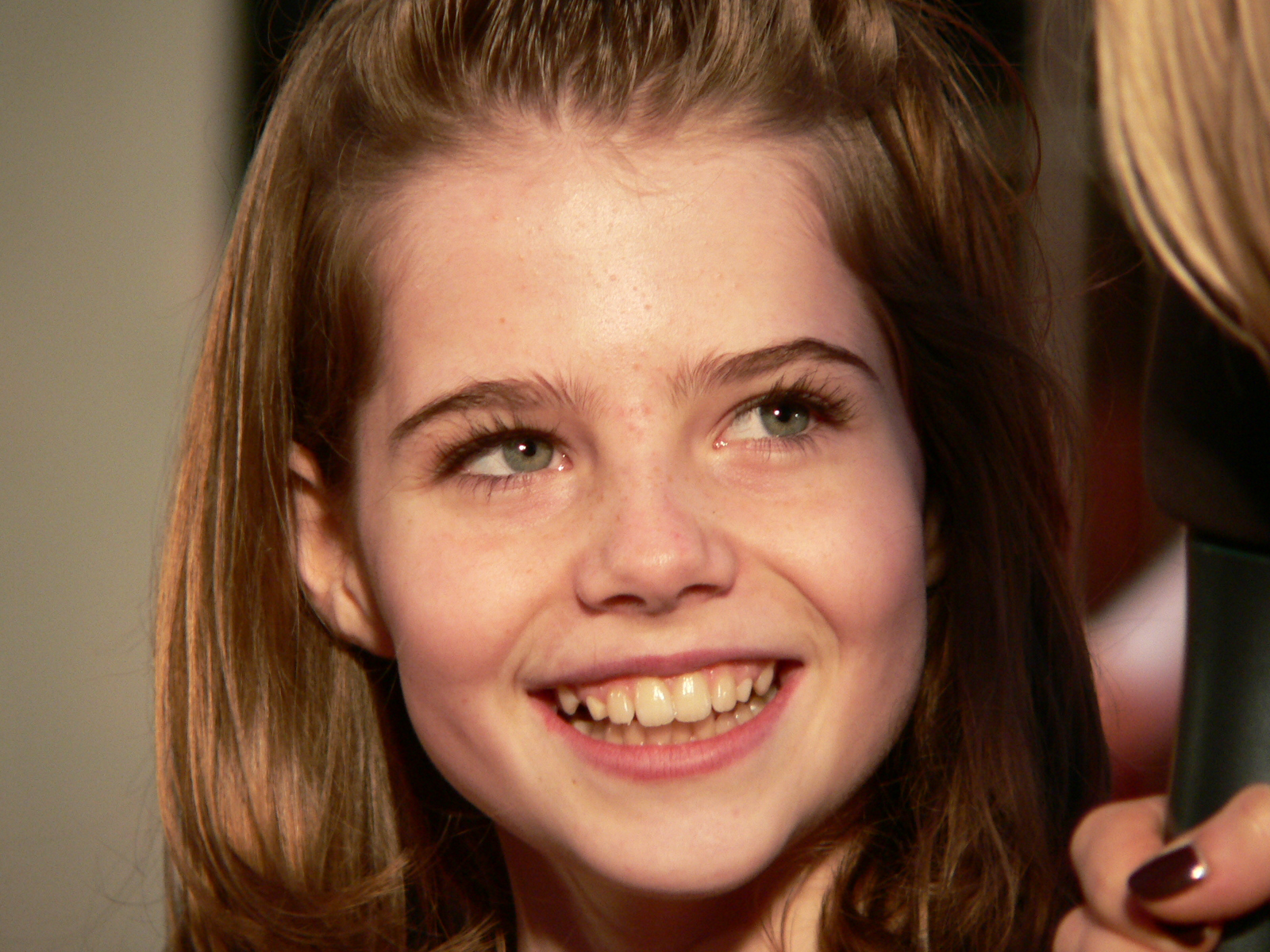
Lucy Boynton lors de la première du film Miss Potter en 2006.

Lucy Boynton fait ses débuts professionnels en 2006 avec le film Miss Potter, dans lequel elle incarne l'auteur Beatrix Potter jeune (la version adulte étant incarnée par Renée Zellweger). De cette première expérience, Boynton en dira que le premier jour de tournage était « le plus beau jour de sa vie ». Le film est bien reçu par la critique et fonctionne bien au box-office britannique et australien. La prestation de la jeune actrice lui vaut une nomination au Young Artist Award de la meilleure jeune actrice dans un second rôle.
L'année suivante, elle partage l'affiche avec Emma Watson dans le téléfilm L'École de tous les talents, adapté du roman Ballet Shoes et diffusé sur la BBC, en jouant l'un des trois personnages principaux, Possy Fossill, une jeune ballerine ambitieuse prise sous l'aile d'une prestigieuse académie de danse,. Elle ne danse pas sur ce téléfilm, une doublure corps a exécuté la chorégraphie. En 2008, elle interprète Margaret Dashwood dans la mini-série Raison et Sentiments, adapté du roman du même nom de Jane Austen. Elle continue de s'illustrer à la télévision au début des années 2010 en apparaissant dans un épisode de la série Inspecteur Lewis et dans le téléfilm Mo, ainsi que dans Borgia dans le rôle de Sœur Lucia, le temps de deux épisodes.
En 2013, elle fait son retour au cinéma dans la fresque Copperhead, adapté d'un roman d'Harold Frederic. Le film est mal reçu par la critique et rencontre un échec commercial. Elle apparaît ensuite dans un épisode de la série Londres, police judiciaire et dans le film d'horreur psychologique February, réalisé par Oz Perkins. Le long-métrage est bien accueilli par la critique,, mais connaît une carrière discrète en salles, où il ne sera distribué qu'en 2017.

### Révélation et consécration (2016-...)

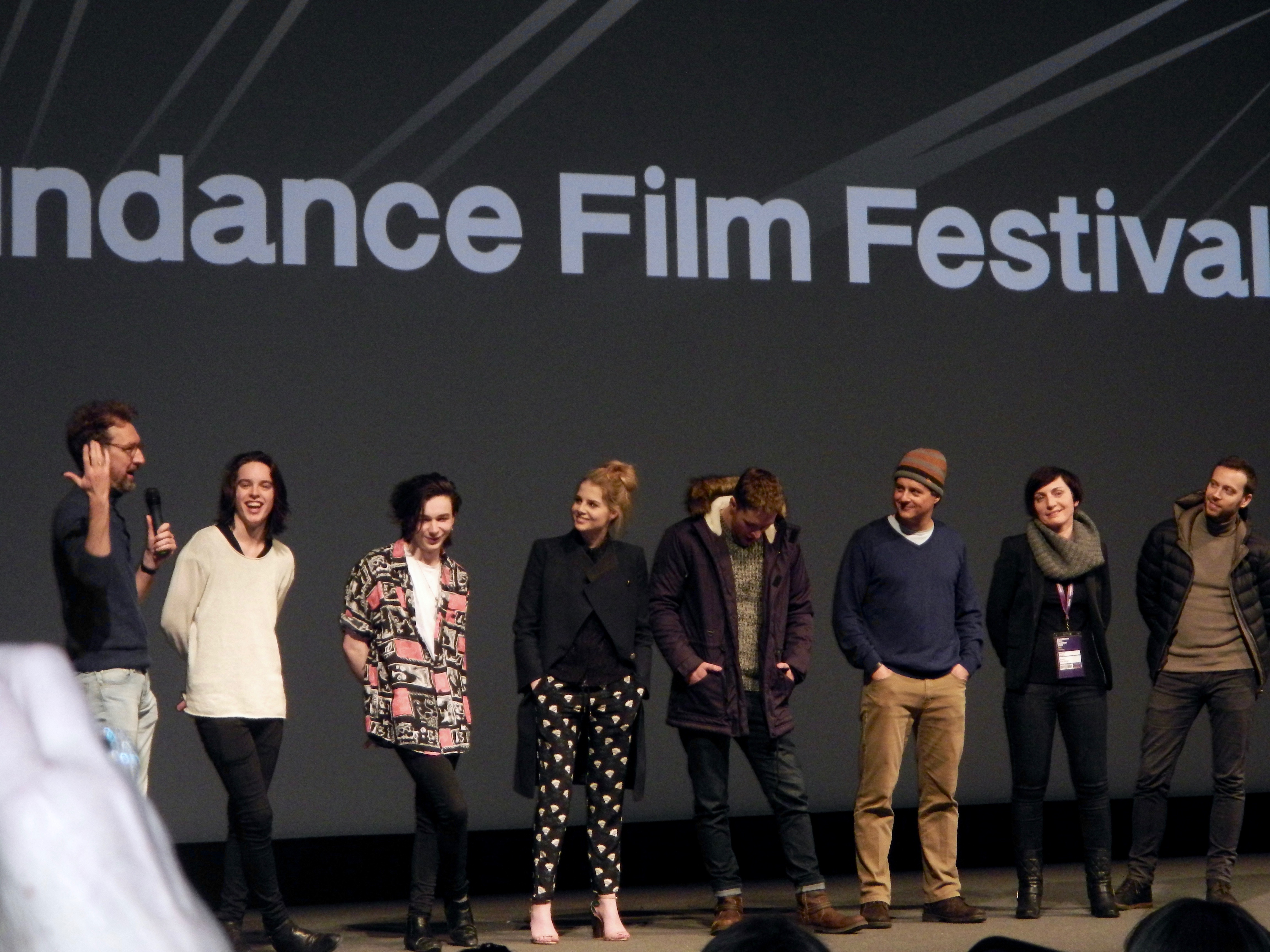
Lucy Boynton (quatrième en partant de la gauche) lors de la présentation de Sing Street au Festival de Sundance en 2016.

Ce n'est qu'en 2016 qu'elle se fait véritablement remarquer avec le film Sing Street, comédie romantico-musicale de John Carney se déroulant dans l'Irlande des années 1980, dans lequel elle incarne Raphina, adolescente rebelle qui rêve de mannequinat et de célébrité. Elle dit de son personnage qu'elle « semble avoir beaucoup confiance en elle, mais se cache derrière cette façade, avec ses cheveux, tout son maquillage, ou encore ses vêtements ». Elle ajoute que Raphina « aime se dire qu’elle est excellente, qu’elle peut aller partout où elle veut, mais en réalité c’est quelqu’un de très blessée et de très seule ». La jeune actrice fut attirée par le scénario montrant des personnages matures, réalistes et bien écrit. La prestation de Boynton ne passe pas  inaperçue auprès de la critique,, et le film est salué par la critique, obtenant même une nomination au Golden Globes du meilleur film musical ou une comédie.

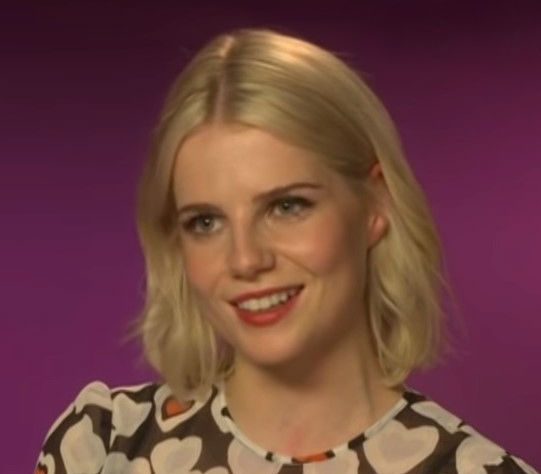
Lucy Boynton en 2018.

Après le succès de Sing Street, elle retrouve Oz Perkins pour le film d'horreur I Am the Pretty Thing That Lives in the House, diffusé sur Netflix, suivi d'un biopic sur J.D. Salinger, Rebel in the Rye. En 2017, elle tient le rôle d'une toxicomane dans la série Gyspy, diffusée sur Netflix et prête ses traits à la comtesse Andrenyi dans la nouvelle adaptation cinématographique du roman d'Agatha Christie, Le Crime de l'Orient-Express, aux côtés des acteurs : Johnny Depp, Michelle Pfeiffer, Olivia Colman et Josh Gad entre autres, réalisée par Kenneth Branagh, également interprète du protagoniste principal, le détective Hercule Poirot. Le film obtient des critiques partagées, mais remporte un succès commercial au box-office.
Après un autre détour dans le film d'horreur avec Le Bon Apôtre aux côtés de Dan Stevens, Lucy Boynton est choisie pour incarner Mary Austin, petite amie de Freddie Mercury (interprété par Rami Malek) dans le biopic Bohemian Rhapsody, consacré au chanteur et au groupe Queen. Marqué par des problèmes de production et durant le tournage, comme le renvoi du réalisateur Bryan Singer, remplacé par Dexter Fletcher, le film sort en salles fin octobre 2018. Les critiques sont partagées en raison des représentations de la vie et de la sexualité de Mercury et des autres membres du groupe, mais la performance de Malek et les séquences musicales ont été saluées,. L'accueil mitigé de la critique n'a pas empêché à Bohemian Rhapsody de remporter un énorme succès commercial assez inattendu, rapportant plus de 900 millions de dollars de recettes mondiales, devenant l'un des dix plus grands succès de l'année 2018. De plus, le film rencontre un triomphe aux Golden Globes et aux Oscars, où il rafle quatre statuettes,.
En 2019, elle est à l'affiche de la nouvelle série de Ryan Murphy (le créateurs à succès de Glee et American Horror Story), The Politician, à partir de septembre sur Netflix. Elle y joue le rôle d'Astrid, qu'on pourrait voir comme la méchante de la série, au début. Ses principaux partenaires son l'acteur et chanteur : Ben Platt et les acteurs Zoey Deutch, Bette Midler, Gwyneth Paltrow, et David Corenswet.
Quelque temps plus tard il est annoncé qu'elle incarnera la chanteuse Marianne Faithfull, dans un prochain biopic.
En décembre 2020, il est annoncé que l'actrice rejoint la distribution prestigieuse du drame Lockdown de Doug Liman, prévu pour 2021, écrit par le scénariste Steven Knight. Ainsi, elle partage la vedette avec les acteurs Lily James, Anne Hathaway, Chiwetel Ejiofor, Mindy Kaling et Ben Stiller.

## Vie privée
En 2018, elle se met  en couple avec l'acteur Rami Malek, rencontré sur le tournage de Bohemian Rhapsody,. Ils se séparent en 2023.
Elle se déclare féministe et prend position en faveur de l'avortement en Irlande lors du référendum en 2018. Elle a également critiqué la politique de Donald Trump lorsque ce dernier a supprimé, en février 2017, la mesure permettant aux élèves, notamment trans, d’utiliser les toilettes de leur choix selon le genre auquel ils s’identifient, puis en juin 2018, quand elle a dénoncé les créations de camps à la frontière mexicaine dans lesquels des enfants et des bébés séparés de leur famille ont été enfermés.
Elle n'hésite pas non plus à encourager les gens à voter pour renouveler la Chambre des communes lors des élections générales britanniques le 8 juin 2017. Lors de la journée mondiale de la prévention du suicide, elle a rappelé l’importance de rester attentif aux proches dans le besoin.

## Filmographie

### Cinéma

#### Années 2010
- 2006 : Miss Potter de Chris Noonan : Beatrix jeune
- 2013 : Copperhead de Ronald F. Maxwell : Esther Hagardon
- 2015 : February d'Oz Perkins : Rose
- 2016 : Sing Street de John Carney : Raphina
- 2016 : I Am the Pretty Thing That Lives in the House d'Oz Perkins : Polly
- 2016 : Baba Yaga (Don't Knock Twice ) de Caradog W. James : Chloe
- 2017 : Le Crime de l'Orient Express (Murder on the Orient Express) de Kenneth Branagh : comtesse Elena Andrenyi
- 2017 : Rebel in the Rye de Danny Strong : Claire Douglas
- 2017 : Let Me Go de Polly Steele : Emily
- 2018 : Bohemian Rhapsody de Bryan Singer : Mary Austin
- 2018 : Le Bon Apôtre (Apostle) de Gareth Evans : Andrea Richardson

#### Années 2020
- 2021 : Locked Down de Doug Liman : Charlotte
- 2023 : The Pale Blue Eye de Scott Cooper : Lea Marquis
- 2023 : Chevalier de Stephen Williams :  Marie-Antoinette d'Autriche[39], reine de France
- 2023 : Barbie de Greta Gerwig : Barbie Proust (coupée au montage)
- 2024 : The Greatest Hits de Ned Benson : Harriet

#### Courts métrages
- 2013 : Hymn to Pan de Ryan Vernava : Holliday
- 2016 : Lock In de Neville Pierce : Lucy

### Télévision

#### Séries télévisées
- 2008 : Raison et Sentiments (Sense & Sensibility) : Margaret Dashwood
- 2011 : Inspecteur Lewis (Lewis) : Zoe Suskin
- 2011 : Borgia : Sœur Lucia
- 2014 : Les enquêtes de Morse (Endeavour) : Petra Briers
- 2014 : Londres, police judiciaire (Law & Order : UK) : Georgia Huttoe
- 2015 : Life in Squares : Angelica Bell
- 2017 : Gypsy : Allison
- 2019 - 2020 : The Politician : Astrid Sloan
- 2021 : Modern Love : Paula
- 2022 : Pourquoi pas Evans ? (Why Didn't They Ask Evans ?) : Lady Frances « Frankie » Derwent
- 2022 : Harry Palmer : The Ipcress File : Jean Courtney

#### Téléfilms
- 2007 : L'École de tous les talents (Ballet Shoes) de Sandra Goldbacher : Posy Fossil
- 2010 : Mo de Philip Martin : Henrietta Norton
- 2016 : The Dreams of Bethany Mellmoth de Stefan Georgiou : Bethany Mellmoth

## Distinctions
- 2022 : Prix du Nouvel Hollywood au Festival du cinéma américain de Deauville

### Nominations
- 2007 : Young Artist Awards : meilleure jeune actrice dans un second rôle dans un long métrage pour Miss Potter

## Voix françaises
En France, Lucy Boynton est régulièrement doublée par Leslie Lipkins notamment dans Sing Street et Le Crime de l'Orient-Express.
Au Québec, elle n'a pas de voix française régulière, mais Catherine Brunet l'a doublée à trois reprises,.
En France
| - Leslie Lipkins dans: - Borgia (série télévisée) - Londres, police judiciaire (série télévisée) - Sing Street - I Am the Pretty Thing That Lives in the House - Rebel in the Rye - Le Crime de l'Orient-Express - Why Didn't They Ask Evans ? (série télévisée) | - Daniela Cabrera Labbé dans : - The Politician(série télévisée) - The Pale Blue Eye Et aussi - Nayéli Forest dans February - Éloïse Brannens dans Raison et Sentiments (mini-série) - Bénédicte Bosc dans Les Enquêtes de Morse (série télévisée) - Léopoldine Serre dans Gyspy (série télévisée) - Pascale Mompez dans Bohemian Rhapsody |

Au Québec
| - Catherine Brunet dans , : - Sing Street : La Rue des chansons - Le Crime de l'Orient-Express - Bohemian Rhapsody | Et aussi - Juliette Mondoux dans Miss Potter |